# Nécropole gauloise de Vaugrignon
La nécropole gauloise de Vaugrignon est une nécropole active de La Tène jusqu'à l'époque augustéenne, située sur la commune française d'Esvres en Indre-et-Loire.
Cette nécropole, dont la partie fouillée recèle une trentaine de sépultures d'adultes et d'enfants, tous âges, sexes et statuts sociaux confondus, se trouve au nord-ouest d'une zone habitée dès le IIe siècle av. J.-C. à laquelle elle est peut-être liée. Lorsqu'elle cesse d'être utilisée, vers 10 av. J.-C., son activité semble transférée vers une autre nécropole proche.

## Localisation

Localisation des nécropoles.

Le village d’Esvres est occupé depuis le IIe siècle av. J.-C.. Un habitat a été reconnu sur le rebord du plateau et sous le village actuel sur plus de 2 ha grâce aux recherches archéologiques ; il pourrait s'agir d'un site routier bordant les routes qui suivent l'Indre ainsi qu'une éventuelle voie reliant Caesarodunum (Tours) à Augustoritum (Limoges) par Mantalomagus (Manthelan) mais il semble prématuré de relier directement ce site aux nécropoles.
Ce sont en effet deux nécropoles qui sont identifiées sur le territoire communal. Celle de Vaugrigon, découverte en 1999 lors de la création d'un lotissement, se trouve sur le plateau, à 650 m environ au nord-ouest du village actuel. Celle de la Haute-Cour est située environ 300 m à l'est de la précédente. Connue dès 1909 à la faveur de la plantation d'un vignoble, elles fait l'objet de diagnostics et de fouilles depuis 2005.

## Description et chronologie d'occupation

### Une nécropole à inhumations accueillant adultes et enfants, hommes et femmes
La nécropole de Vaugrignon ne recèle, en très grande majorité que de sépultures à inhumation. Les incinérations ne se développent vraiment (excepté pour les enfants en bas âge dont le corps n'est pas incinéré) qu'après la conquête romaine, et surtout dans les deux premiers siècles de notre ère, à une époque où la nécropole de Vaugrignon n'est plus fréquentée.
Sur une superficie de 2 000 m2, une trentaine de tombes sont identifiées. La nature du terrain ayant entraîné la disparition presque totale des ossements, seuls les aménagements des sépultures et leur taille permet de conclure qu'il s'agit à part égale d'enfants et d'adultes. Pour la même raison, le sexe des défunts ne peut être déterminé avec une forte probabilité que dans trois cas : la présence d'armes dans la tombe indique qu'il s'agit d'une sépulture masculine ; il est cependant probable que des femmes figurent également au nombre des personnes inhumées.

### Des pratiques funéraires adaptées à la nature et au statut du défunt
Les inhumations sont réalisées dans des fosses individuelles simples, parfois dans un cercueil en bois voire, pour une sépulture, dans une vaste chambre funéraire en bois. Les tombes, orientées est-ouest, sont peut-être recouvertes d'un tumulus de terre et de pierre. Une sépulture tardive, (époque d'Auguste) est réalisée dans une amphore après incinération du corps ; les caractéristiques de cette inhumation, qui se retrouvent surtout en Vénétie, suggèrent que l'individu, bien qu'intégré à la société locale, n'est pas originaire du territoire turon.
| Image externe |                                                        |
|               | Chambre funéraire en bois, dessin publié dans la RACF. |

La tombe la plus spectaculaire de cette nécropole consiste en une chambre funéraire mesurant 2,70 × 1,3 m pour une hauteur d'au moins 1,3 m, l'écroulement de son plafond ne permettant pas d'être plus affirmatif. Ses parois sont constituées de planches de bois, son plafond est soutenu par une poutre centrale et des solives. Le défunt, un adulte selon toute vraisemblance, repose la tête à l'est dans un tronc d'arbre évidé. Il a à ses pieds un vase et une coupe ; une écuelle est posée sur sa poitrine et une amphore vinaire (type Dressel 1B) est placée debout dans un angle de la chambre près de sa tête ; enfin, un poignard et une lance reposent le long du corps. 
Deux tombes d'enfants témoignent du rite de « l'obole à Charon », destinée à faciliter la traversée du Styx par l'âme du mort. Deux enfants sont ensevelis avec des potins, déposés dans la bouche pour l'un, dans une main pour l'autre,.
Certains artéfacts déposés dans les tombes sont d'une nature hautement symbolique. Des sépultures d'adultes recèlent des armes, des amphores, montrant que les défunts appartiennent à une classe sociale privilégiée de la société locale. À l'inverse, des objets retrouvés dans des tombes d'enfants ressemblent à des accessoires de dînette fabriqués par des enfants eux-mêmes, dans un but d'apprentissage.
Le culte des ancêtres semble transparaître au travers de certains rituels funéraires pratiqués à Esvres, pour les sépultures les plus riches : des fragments de mobilier, généralement culinaire, et d'os animaux calcinés, épandus au-dessus des tombes, évoquent des banquets commémoratifs organisés à la mémoire des défunts.

### Une nécropole utilisée pendant environ un siècle et demi
Le mobilier retrouvé dans les tombes, fibules, amphores et céramiques, permet de dater de manière assez précise chacune des sépultures et, en tout cas, d'établir une chronologie relative des inhumations.
Celles-ci s'échelonnent de La Tène D1a (vers 140 à 120 av. J.-C.) au début de la période augustéenne (vers 40 à 10 av. J.-C.). Le nombre d'inhumations augmente au fil des décennies mais ce secteur de la nécropole de Vaugrignon semble être brutalement abandonné dans la dernière décennie avant notre ère, au moment même où le nombre de sépultures observées dans la nécropole de la Haute-Cour augmente considérablement. L'hypothèse d'un transfert d'usage d'une nécropole à l'autre est hautement probable. Il est même possible que ces deux nécropoles soient deux unités différentes au sein d'un même ensemble.